# Stasys Jakeliūnas
Stasys Jakeliūnas (nascido em 2 de outubro de 1958) é um político lituano que atualmente atua como membro do Parlamento Europeu pela União de Camponeses e Verdes da Lituânia.